# Saltos ornamentais nos Jogos Pan-Americanos de 2015 - Trampolim de 3 m individual masculino
A competição do trampolim de 3 m individual masculino é um dos eventos dos saltos ornamentais nos Jogos Pan-Americanos de 2015, em Toronto. Foi disputada no Centro Aquático CIBC Pan e Parapan-Americano nos dias 10 e 11 de julho de 2015.

## Calendário
Horário local (UTC-5).
| Data        | Horário | Fase         |
| ----------- | ------- | ------------ |
| 10 de julho | 10:00   | Preliminares |
| 11 de julho | 18:00   | Finais       |

## Medalhistas
| Ouro   | MEX Rommel Pacheco |
| Prata  | MEX Jahir Ocampo   |
| Bronze | CAN Philippe Gagné |

## Resultados

### Preliminares
Os doze saltadores mais bem colocados nas preliminares avançaram para as finais da competição.
| Pos. | Saltador              | País                     | Pontos  | Pontos  | Pontos  | Pontos  | Pontos  | Pontos  | Pontos | Pontos |
| Pos. | Saltador              | País                     | Salto 1 | Salto 2 | Salto 3 | Salto 4 | Salto 5 | Salto 6 | Total  | Obs.   |
| ---- | --------------------- | ------------------------ | ------- | ------- | ------- | ------- | ------- | ------- | ------ | ------ |
| 1    | Rommel Pacheco        | MEX México               | 83.30   | 66.00   | 88.40   | 70.95   | 66.50   | 91.20   | 466.35 | Q      |
| 2    | François Imbeau-Dulac | CAN Canadá               | 67.5    | 68.20   | 48.00   | 71.75   | 73.50   | 78.00   | 406.95 | Q      |
| 3    | César Castro          | BRA Brasil               | 72.00   | 72.00   | 66.65   | 63.00   | 61.50   | 69.70   | 404.85 | Q      |
| 4    | Sebastian Morales     | COL Colômbia             | 58.90   | 66.30   | 71.75   | 51.30   | 66.60   | 76.50   | 391.35 | Q      |
| 5    | Alfredo Colmenarez    | VEN Venezuela            | 63.00   | 69.75   | 54.00   | 69.00   | 66.30   | 62.90   | 384.95 | Q      |
| 6    | Jahir Ocampo          | MEX México               | 59.50   | 73.10   | 58.50   | 42.00   | 74.25   | 76.00   | 383.35 | Q      |
| 7    | Donato Neglia         | CHI Chile                | 63.00   | 57.35   | 66.30   | 69.70   | 68.25   | 52.50   | 377.10 | Q      |
| 8    | Philippe Gagné        | CAN Canadá               | 60.00   | 40.30   | 59.50   | 52.50   | 66.50   | 84.00   | 362.80 | Q      |
| 9    | Yona Knight-Wisdom    | JAM Jamaica              | 60.00   | 60.45   | 59.50   | 58.50   | 57.75   | 66.30   | 362.50 | Q      |
| 10   | Rafael Quintero       | PUR Porto Rico           | 69.75   | 67.50   | 62.90   | 55.50   | 49.50   | 45.00   | 350.15 | Q      |
| 11   | Sebastian Villa       | COL Colômbia             | 63.00   | 38.00   | 43.20   | 71.75   | 56.10   | 73.10   | 345.15 | Q      |
| 12   | Zachary Nees          | USA Estados Unidos       | 65.10   | 26.25   | 43.20   | 52.70   | 74.10   | 66.30   | 327.65 | Q      |
| 13   | Ian Matos             | BRA Brasil               | 45.00   | 57.00   | 51.00   | 46.20   | 61.20   | 66.65   | 327.05 |        |
| 14   | Cory Bowersox         | USA Estados Unidos       | 65.10   | 49.50   | 43.75   | 66.30   | 30.40   | 66.30   | 321.35 |        |
| 15   | Robert Paez           | VEN Venezuela            | 55.50   | 60.45   | 54.00   | 38.50   | 51.15   | 61.20   | 320.80 |        |
| 16   | Frandiel Gomez        | DOM República Dominicana | 51.15   | 51.00   | 61.50   | 37.50   | 55.50   | 54.40   | 311.05 |        |
| 17   | Diego Carquin         | CHI Chile                | 51.00   | 57.35   | 56.10   | 52.50   | 58.50   | 22.10   | 297.55 |        |
| 18   | Daniel Pinto          | PER Peru                 | 32.40   | 43.20   | 50.40   | 42.00   | 50.40   | 49.50   | 267.50 |        |
| 19   | Adrian Infante        | PER Peru                 | 43.20   | 57.00   | 40.50   | 27.00   | 52.65   | 46.20   | 266.55 |        |
| 20   | Jonatan Posligua      | ECU Equador              | 43.20   | 25.20   | 34.50   | 39.20   | 48.60   | 36.00   | 226.70 |        |

### Finais
As pontuações conquistadas na fase preliminar não foram somadas à pontuação final da competição.
| Pos.              | Saltador              | País               | Pontos  | Pontos  | Pontos  | Pontos  | Pontos  | Pontos  | Pontos |
| Pos.              | Saltador              | País               | Salto 1 | Salto 2 | Salto 3 | Salto 4 | Salto 5 | Salto 6 | Total  |
| ----------------- | --------------------- | ------------------ | ------- | ------- | ------- | ------- | ------- | ------- | ------ |
| Medalha de ouro   | Rommel Pacheco        | MEX México         | 56.10   | 79.50   | 88.40   | 90.75   | 94.50   | 74.10   | 483.35 |
| Medalha de prata  | Jahir Ocampo          | MEX México         | 66.30   | 73.10   | 73.50   | 77.00   | 61.05   | 91.20   | 442.15 |
| Medalha de bronze | Philippe Gagné        | CAN Canadá         | 69.00   | 79.05   | 79.90   | 58.50   | 45.50   | 89.25   | 421.20 |
| 4                 | César Castro          | BRA Brasil         | 61.50   | 72.00   | 69.75   | 67.50   | 66.00   | 74.80   | 411.55 |
| 5                 | Rafael Quintero       | PUR Porto Rico     | 68.20   | 72.00   | 66.30   | 63.00   | 67.50   | 72.00   | 409.00 |
| 6                 | François Imbeau-Dulac | CAN Canadá         | 69.00   | 69.75   | 57.00   | 38.50   | 82.25   | 81.90   | 398.40 |
| 7                 | Sebastian Villa       | COL Colômbia       | 72.00   | 43.70   | 81.00   | 63.00   | 66.30   | 71.40   | 397.40 |
| 8                 | Donato Neglia         | CHI Chile          | 67.50   | 74.40   | 66.30   | 71.40   | 54.25   | 58.50   | 392.35 |
| 9                 | Sebastian Morales     | COL Colômbia       | 69.75   | 74.80   | 85.75   | 53.20   | 27.00   | 69.70   | 380.20 |
| 10                | Yona Knight-Wisdom    | JAM Jamaica        | 66.00   | 68.20   | 63.00   | 57.00   | 59.50   | 66.30   | 380.00 |
| 11                | Zachary Nees          | USA Estados Unidos | 72.85   | 64.75   | 45.00   | 66.30   | 62.70   | 56.10   | 367.70 |
| 12                | Alfredo Colmenarez    | VEN Venezuela      | 60.00   | 71.30   | 51.00   | 63.00   | 71.40   | 42.50   | 359.20 |